# Salpausselkäschans
De Salpausselkäschans is een, op de Salpausselkä gelegen, skischans in het Finse Lahti.

## Geschiedenis
De schans werd gebouwd in 1923 en reeds diverse malen gerenoveerd en uitgebreid. In 1926 werden er voor de eerste maal de wereldkampioenschappen noordse combinatie gehouden. Later werd er nog 5 maal het WK noordse combinatie gehouden, de Salpausselkäschans is met zes organisaties van het WK dan ook recordhouder.
Op de Salpausselkäschans wordt elk jaar een wereldbekermanche gesprongen, zowel voor de wereldbeker schansspringen als voor de Wereldbeker noordse combinatie. De wereldbekerwedstrijd in het schansspringen maakt ook deel uit van het Nordic Tournament.